# Campeonato Mundial de Esgrima de 1971
O Campeonato Mundial de Esgrima de 1971 foi a 38ª edição do torneio organizado pela Federação Internacional de Esgrima (FIE) entre 4 de julho a 17 de julho de 1971. O evento foi realizado em Viena, Áustria. 

## Resultados
Os resultados foram os seguintes. 
Masculino
| Evento             | Ouro | Prata | Bronze |
| Espada individual  | União Soviética · Grigory Kriss                                                                         | Itália · Nicola Granieri                                                                                      | Suécia · Rolf Edling                                                                                            |
| Espada por equipe  | Hungria · Csaba Fenyvesi · Győző Kulcsár · Zoltán Nemere · Pál Schmitt                                  | União Soviética · Alekséi Nikanchikov · Viktor Modzolevski · Serguei Paramonov · Igor Valetov · Grigori Kriss | Suécia · Per Sundberg · Rolf Edling · Carl von Essen · Hans Jacobson · Orvar Jönsson                            |
| Florete individual | União Soviética · Vasyl Stankovych                                                                      | Polónia · Marek Dąbrowski                                                                                     | União Soviética · Leonid Romanov                                                                                |
| Florete por equipe | França · Jean-Claude Magnan · Bernard Talvard · Christian Noël · Daniel Revenu · Bruno Boscherie        | Polónia · Witold Woyda · Marek Dąbrowski · Jerzy Kaczmarek · Lech Koziejowski · Adam Lisewski                 | União Soviética · Vasili Stankovich · Alexandr Romankov · Anatoli Koteshev · Viktor Putiatin · Vladimir Denisov |
| Sabre individual   | Itália · Michele Maffei                                                                                 | Polónia · Jerzy Pawłowski                                                                                     | União Soviética · Viktor Sidyak                                                                                 |
| Sabre por equipe   | União Soviética · Mark Rakita · Viktor Sidiak · Eduard Vinokurov · Vladimir Nazlymov · Serguei Prijodko | Hungria · Péter Bakonyi · Tibor Pézsa · Péter Marót · Miklós Meszéna · Tamás Kovács                           | Itália · Mario Aldo Montano · Rolando Rigoli · Michele Maffei · Cesare Salvadori · Mario Tullio Montano         |

Feminino
| Evento             | Ouro | ' Prata | Bronze |
| Florete individual | França · Marie-Chantal Depetris-Demaille                                                                     | Hungria · Ildikó Újlaky-Rejtő                                                                               | Roménia · Ana Derșidan-Ene-Pascu                                                                                                |
| Florete por equipe | União Soviética · Galina Gorojova · Elena Belova · Alexandra Zabelina · Svetlana Chirkova · Nadezhda Ivanova | Hungria · Ildikó Rejtő · Ildikó Schwarczenberger · Ildikó Bóbis · Mária Szolnoki · Judit Ágoston-Mendelényi | Polónia · Krystyna Machnicka-Urbánska · Halina Balon · Elżbieta Franke-Cymerman · Jolanta Bebel-Rzymowska · Barbara Wysoczańska |

## Quadro de medalhas
| Ordem | País            | Medalha de ouro | Medalha de prata | Medalha de bronze |    |
| ----- | --------------- | --------------- | ---------------- | ----------------- | -- |
| 1     | União Soviética | 4               | 1                | 3                 | 8  |
| 2     | França          | 2               |                  |                   | 2  |
| 3     | Hungria         | 1               | 3                |                   | 4  |
| 4     | Itália          | 1               | 1                | 1                 | 3  |
| 5     | Polónia         |                 | 3                | 1                 | 4  |
| 6     | Suécia          |                 |                  | 2                 | 2  |
| 7     | Roménia         |                 |                  | 1                 | 1  |
| TOTAL | TOTAL           | 8               | 8                | 8                 | 24 |